# 王克俊 (1902年)
王克俊（1902年—1975年6月），四川岳池人，国民革命军中将军长。

## 生平
川军杨森部行伍出身，1928年随直属上级郭汝栋投奔中央军。中央军校高等教育班第六期。升第76团团长、第26师师长、随该师相继归属第四十三军、第二十九军、第四十九军，解放战争初期第四十九军副军长兼沈阳警备司令。
1947年10月在台湾驻防的整编第21师被调回江苏整肃，师、旅两级干部全部撤换，1948南1月底王克俊调任整编第21师中将师长。1948年9月该部改为第二十一军任中将军长。1949年渡江战役时，布防江阴申港一带，该军增编第230师（师长骆周能）。上海战役时，把第230师残部留在上海市区，带主力第145师和第146师仅剩的3000多人转进到舟山被裁撤番号。第230师残部在副师长许照的指挥下坚持到最后才带部队投诚。
1949年10月1日在四川重建第二十一军，隶属于西南军政长官公署，担任宜宾、成都地区的守备任务：
- 军长王克俊
- 第145师
- 第146师
- 第230师：11月5日拨属该军

1949年12月下旬，该军在宜宾、成都地区被歼灭，王克俊带部队在大邑起义。
经过一年的学习，王克俊被分配任西南军区军政学校战术教员、四川省人民政府参事室参事。文革時期被批鬥死亡。

## 家人
其子王家佑：四川较有影响力的考古学家，历任中国道教协会第四、五届理事，第六、七届理事会名誉理事，中国道教文化研究所原副所长，四川省道教协会顾问。